# Rædwulf

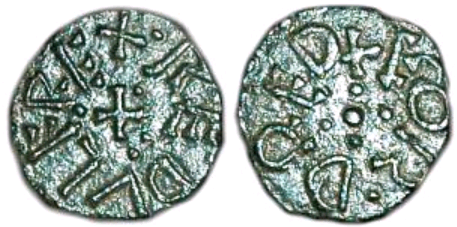
Rædwulf ließ diesen styca vom Münzmeister Forthræd in York prägen

Rædwulf (auch Raedwulf, Redulf) war 844 oder 858 für kurze Zeit König des angelsächsischen Königreiches Northumbria.

## Leben
Über seine Abstammung ist nichts bekannt, doch ist es möglich, dass er ein Verwandter von Osberht und Ælle ist, die nach ihm König werden sollten.
Die zeitliche Einordnung seiner Regierungszeit ist nicht ganz klar. Die ältere Forschung ging von 844 aus, doch deuten neuere Forschungen von Kirby und Rollason auf 858 hin.
Rædwulf wurde zum König gekrönt, nachdem Æthelred II., der Sohn von Eanred, abgesetzt worden war. Es existieren Münzfunde die über seine Herrschaft Zeugnis geben, aber außer dem Bericht in der Flores Historiarum, die erzählt, dass er noch im selben Jahr bei Alutthelia (Elvet bei Durham) in Kämpfen gegen Wikinger fiel, ist nichts über ihn bekannt. Nach Rædwulfs kurzer Herrschaft wurde Æthelred wieder auf dem Thron eingesetzt.
Die von Rædwulf geprägten stycas (Silbermünzen mit sehr geringem Feingehalt) waren von so schlechter Materialqualität, dass man sie als Messingwährung bezeichnen kann. Trotz seiner kurzen Regierungszeit blieben über 80 Stück seiner stycas erhalten.